# Sixtinus Amama
Sixtinus Amama (13 de outubro de 1593 — 9 de novembro de 1629) foi um teólogo reformado holandês e orientalista. Amama foi um dos primeiros a advogar um conhecimento aprofundado das línguas originais da Bíblia como indispensável para os teólogos. 

## Vida
Ele nasceu em Franeker, na província holandesa da Frísia. Estudou línguas orientais a partir de 1610 na Universidade de Franeker e depois na Universidade de Oxford, atraído por John Prideaux.  Em 1614, também estudou árabe na Universidade de Leiden, onde conheceu Thomas Erpenius. 
Em 1616, tornou-se professor de literatura e línguas orientais em Franeker. Posteriormente, no entanto, foi alvo de suspeita de arianismo e passou por uma investigação por parte de Sibrandus Lubbertus e Johannes Bogerman (1576-1637). Bogerman foi um teólogo calvinista, Presidente Eclesiástico do Sínodo de Dort (1618-1619). Quando Erpenius morreu em 1625, Amama foi chamado para tomar o seu lugar, no entanto, os Estados da Frísia não lhe deram permissão para sair, mas aumentaram sua remuneração. Morreu em Franeker. 

## Obras
- Dissertatio, qua ostenditur precipuos Papismi erors ex ignorantia Hebraismis ortum sumsisse (1618)
- Censura vulgatae versionis quinque librorum Mosis (1620)
- Bybelsche conferentie, em welke de Nederl. overzetting beproeft wordt (1623)
- Biblia in 't Nederduitsch (1625)
- Antibarbarus biblicus (1628)
- Hebreouwsch Woordenboek (1628)

## Família
Casou-se com Meine van Adelen van Cronenburg; o filósofo natural Nicolaus ab Amama (1628-1656) era filho deles.  